# シッソイド
シッソイド（英: cissoid）は、直交座標の方程式
{\displaystyle x^{3}+(x-a)y^{2}=0\ (a>0)}
によって表される曲線である。音訳から疾走線（）とも呼ばれる。

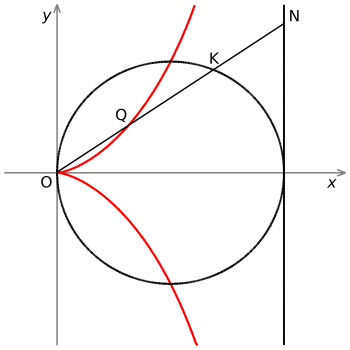
赤の曲線がシッソイド

ディオクレスのシッソイド

## 性質
x軸に対して線対称である。原点は尖点である。x = a を漸近線に持つ。パラメータ表示では
{\displaystyle x={\frac {at^{2}}{1+t^{2}}},y={\frac {at^{3}}{1+t^{2}}}}
と表される。極座標の方程式では
{\displaystyle r={\frac {a\sin ^{2}\theta }{\cos \theta }}}
と表される。

## 一般化
シッソイドは、次のようにも定義される。線分 OA を直径とする円 C および、点 A における円 C の接線 L を考える。点 O を通る直線と C, L との交点をそれぞれ K, N とし、OQ = KN を満たす点 Q を半直線 OK 上にとる。直線を動かしたときの点 Q の軌跡がシッソイドである。座標平面において、O を原点に、A を (0, a) にとると、冒頭の方程式を得る。
一般に、ふたつの曲線 C, C′ と定点 O に対してシッソイドが定義される。O を通る直線と C, C′ との交点をそれぞれ K, N とし、OQ = KN を満たす点 Q を半直線 OK 上にとるときの Q の軌跡を、曲線 C, C′ と点 O に関するシッソイドと呼ぶ。特に、C を円とし、O を C 上にとり、C′ を O の反対側における C の接線とした場合が冒頭に定義されたものであり、ディオクレスのシッソイド (Cissoid of Diocles) とも呼ばれる。ディオクレスは古代ギリシアの幾何学者である。